# David Cecil, 6. Marquess of Exeter

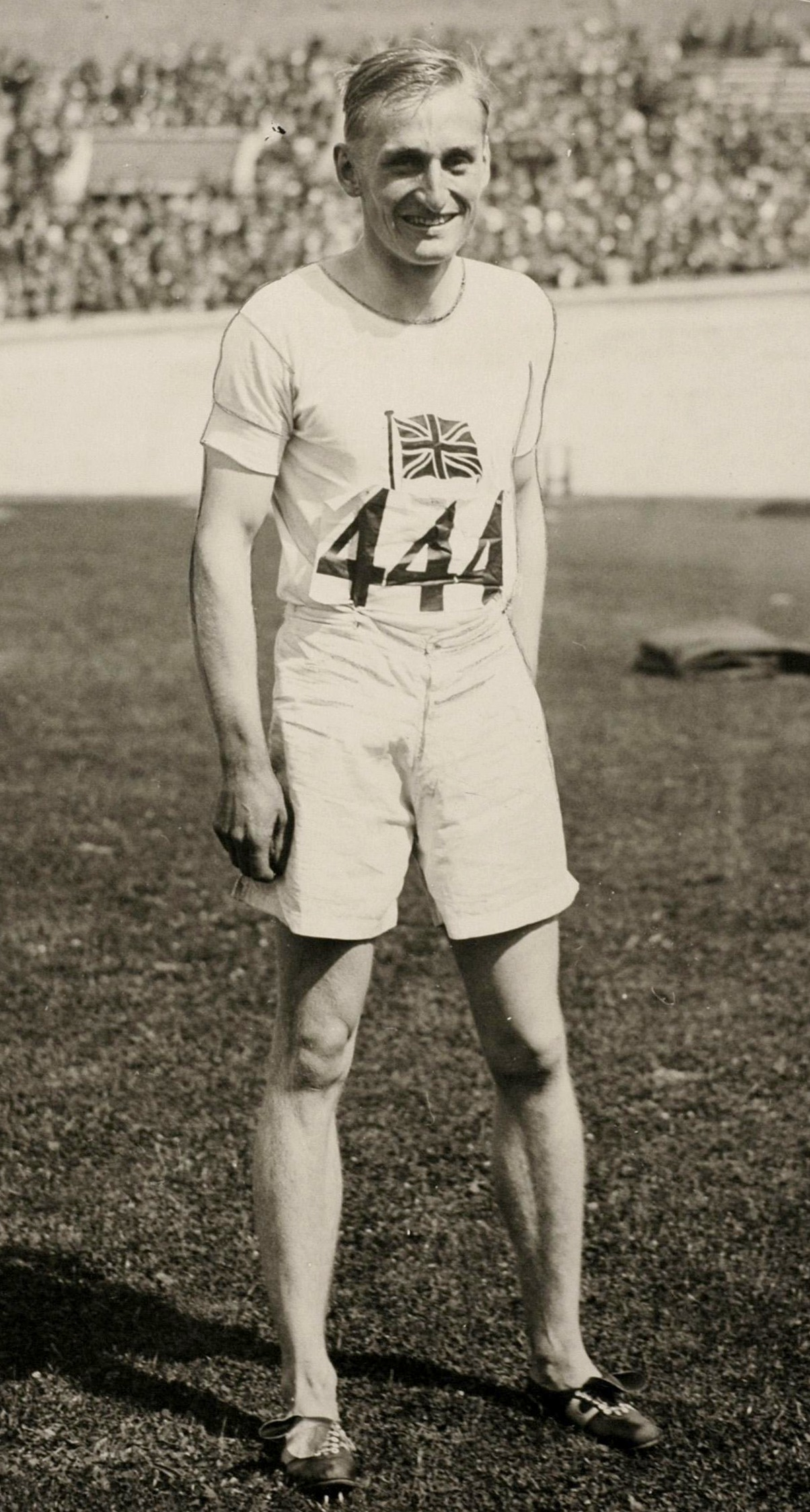
David Burghley 1928, Olympiasieger im 400-Meter-Hürdenlauf

David George Brownlow Cecil, 6. Marquess of Exeter, KCMG (* 9. Februar 1905 in Stamford; † 22. Oktober 1981 ebenda) war ein britischer Leichtathlet, Olympiasieger, Präsident der IAAF und Politiker.
Er führte bis zum Tode seines Vaters im Jahre 1956 den Höflichkeitstitel Lord Burghley und war davon abgeleitet auch unter dem Kurznamen David Burghley bekannt.

## Biografie
Burghley war der ältere Sohn des William Cecil, 5. Marquess of Exeter, aus dessen Ehe mit Myra Orde-Powlett. Er besuchte zunächst das Eton College und das Institut Le Rosey, bevor er am Magdalene College der University of Cambridge studierte. Er nahm erstmals 1924 in Paris an Olympischen Spielen teil, wo er im 110-Meter-Hürdenlauf bereits in der ersten Runde ausschied. Bei den Olympischen Spielen 1928 in Amsterdam schied er zwar über 110 Meter Hürden im Halbfinale aus, wurde aber Olympiasieger im 400-Meter-Hürdenlauf. Bei den British Empire Games 1930 im kanadischen Hamilton gewann Burghley drei Goldmedaillen (110 m Hürden, 400 m Hürden, 4-mal-400-Meter-Staffel).
Von 1931 bis 1945 war Lord Burghley als Abgeordneter für Peterborough Mitglied des House of Commons und er hatte dort 1932 und von 1939 bis 1940 das Amt des Parliamentary Private Secretary inne. Er erhielt die Erlaubnis, sein Mandat für kurze Zeit niederzulegen, um an den Olympischen Spielen 1932 in Los Angeles teilnehmen zu können. Dort wurde er Fünfter über 110 Meter Hürden, Vierter über 400 Meter Hürden und gewann in der 4-mal-400-Meter-Staffel die Silbermedaille.
Burghley war bekannt für seine ungewöhnlichen Trainingsmethoden. Er legte Streichholzschachteln auf die Hürden und stieß diese mit dem Fuß herunter, ohne die Hürde zu berühren. Burghley stellte einen besonderen „Rekord“ auf, indem er das obere Promenadendeck der Queen Mary in genau 57 Sekunden umrundete, und zwar in gewöhnlicher Straßenkleidung.
1927, während seines letzten Semesters in Cambridge, sprintete er um den Innenhof des Trinity College. Er brauchte dafür genauso lange, wie die Uhr des Trinity College benötigte, um 12 Uhr zu schlagen. Diese Episode war auch eine Szene im Film Die Stunde des Siegers. Allerdings wurde diese Leistung dort Harold Abrahams zugeschrieben. Dies war auch der Grund, warum Burghley sich weigerte, den Film anzuschauen.
Nach Beendigung seiner Sportkarriere war Burghley 40 Jahre Präsident des britischen Leichtathletikverbandes, 30 Jahre Präsident des internationalen Leichtathletikverbandes IAAF und 48 Jahre Mitglied des IOC. Er war auch Präsident des Organisationskomitees der Olympischen Spiele 1948 in London. Von 1943 bis 1945 war er außerdem Gouverneur der britischen Kronkolonie Bermuda. Im Familienstammsitz Burghley House in der City of Peterborough ist eine Dauerausstellung seinen sportlichen Erfolgen gewidmet.
Als 1956 sein Vater starb, erbte er dessen Adelstitel als Marquess of Exeter und wurde dadurch Mitglied des House of Lords.

## Ehen und Nachkommen
Burghley war zweimal verheiratet, zunächst heiratete er im Januar 1929 Lady Mary Montagu-Douglas-Scott, einer Tochter von John Montagu-Douglas-Scott, 7. Duke of Buccleuch. Die Ehe wurde 1946 geschieden. Aus der Ehe stammen drei Töchter und ein Sohn:
- Lady Davina Mary Cecil (1931–2018) ⚭ John Vane, 11. Baron Barnard;
- John William Edward Cecil (1933–1934);
- Lady Gillian Moyra Katherine Cecil (* 1935), ⚭ (1) Sir Giles Floyd, 7. Baronet, ⚭ (2) George Michael Kertesz, ⚭ (3) Jeremy Smith;
- Lady Angela Mary Rose Cecil (* 1938) ⚭ Michael Oswald.

Im Dezember 1946 heiratete er in zweiter Ehe Diana Henderson, eine Enkelin von Alexander Henderson, 1. Baron Faringdon, mit der er eine weitere Tochter hatte:
- Lady Victoria Diana Cecil (* 1947) ⚭ Simon Patrick Leatham.

Da sein einziger Sohn bereits jung starb, fielen seine Adelstitel bei seinem Tod an seinen jüngeren Bruder Martin Cecil als 7. Marquess.